# 半生緣 (電影)
《半生緣》是一部许鞍华执导的香港电影，根据张爱玲的同名小说改编，於1997年上映，電影總時長共2小時6分鐘。本片是继许鞍华执导的《傾城之戀》之后的又一部张爱玲作品，主演包括黎明、吴倩莲、梅艳芳、黄磊等，爲黎明和吳倩蓮繼《都市情緣》後再度合演。飾演曼璐的梅艷芳憑此片獲得香港電影金像獎及金紫荊獎的最佳女配角。

## 剧情简介
1930年代的上海，在同一间工厂做工的世钧（黎明飾）和曼桢（吴倩莲飾）成为恋人。曼桢早年丧父，姐姐曼璐（梅艳芳飾）为了养活一家老小，心痛离别恋人去当舞女赚钱，最终嫁给了有妇之夫祝鸿才（葛优飾）。
世钧收到告急家书回到南京，方知家人召回只为让其成亲。因为性格上的软弱，也因久等不来曼桢的书信，世钧最终迎娶了他并不喜欢但门当户对的翠芝（吴辰君飾）。上海这边，不能生育的曼璐为保全自己的地位，设计令曼桢怀上了祝鸿才的孩子，葬送了曼桢与世钧的爱情。曼璐死后，曼桢为了孩子委身祝鸿才。两个有缘无分的人就这样错过情缘。

## 演员表
| 演員   | 角色   | 備註                                                                 |
| 黎明   | 沈世钧 | 喜欢顾曼桢，最后却娶了石翠芝                                         |
| 吳倩蓮 | 顾曼桢 | 喜欢沈世钧，最后却嫁给了祝鸿才                                       |
| 梅艳芳 | 顾曼璐 | 曼桢的姐姐，为了养家小小年纪就去做舞女，年华老去后变为一个二路交际花 |
| 葛优   | 祝鸿才 | 曼桢的丈夫，为人阴险                                                 |
| 黄磊   | 许叔惠 | 曼桢与世钧的同事                                                     |
| 吴辰君 | 石翠芝 | 喜欢的是叔惠，最终却嫁给世钧                                         |
| 王志文 | 张豫瑾 | 曼璐旧日恋人，其时为六安乡下医院院长                                 |
| 刘昌伟 | 方一鹏 | 世钧的中学同窗，曾与翠芝订婚                                         |

## 奖项
| 年份   | 頒獎典禮             | 獎項             | 名字                                          | 結果 |
| ------ | -------------------- | ---------------- | --------------------------------------------- | ---- |
| 1997年 | 第34屆金马奖         | 最佳造型設計     | 莫均傑                                        | 獲獎 |
| 1997年 | 第34屆金马奖         | 最佳原创歌曲     | 〈半生緣〉 作曲：黃國倫 填詞：林夕 主唱：黎明 | 獲獎 |
| 1997年 | 第34屆金马奖         | 最佳美術設計     | 余家安、黃仁逵                                | 提名 |
| 1997年 | 香港电影评论学会大奖 | 推薦電影         |                                               | 獲獎 |
| 1997年 | 香港电影评论学会大奖 | 最佳女演员       | 吴倩莲                                        | 獲獎 |
| 1998年 | 第17屆香港電影金像獎 | 最佳女主角       | 吴倩莲                                        | 提名 |
| 1998年 | 第17屆香港電影金像獎 | 最佳女配角       | 梅艳芳                                        | 獲獎 |
| 1998年 | 第17屆香港電影金像獎 | 最佳摄影         | 李屏宾                                        | 提名 |
| 1998年 | 第17屆香港電影金像獎 | 最佳原创歌曲     | 〈半生緣〉 作曲：黃國倫 填詞：林夕 主唱：黎明 | 提名 |
| 1998年 | 第17屆香港電影金像獎 | 最佳艺术指导     | 余家安、黄仁逵                                | 提名 |
| 1998年 | 第17屆香港電影金像獎 | 最佳服装造型设计 | 莫均傑                                        | 提名 |
| 1998年 | 第17屆香港電影金像獎 | 最佳原创配乐     | 葉小綱                                        | 提名 |

## 外部連結
- 香港影庫上《半生緣》的資料（繁體中文）
- 開眼電影網上《半生緣》的資料（繁體中文）
- 豆瓣电影上《半生緣》的資料 （简体中文）
- 1905电影网上《半生緣》的资料（简体中文）
- 时光网上《半生緣》的資料（简体中文）
- AllMovie上《半生緣》的资料（英文）
- 爛番茄上《半生緣》的資料（英文）
- 互联网电影数据库（IMDb）上《半生緣》的资料（英文）
- 半生缘 电影主题曲歌集 - QQ音乐 （页面存档备份，存于）
- 半生緣電影主題曲 - KKBOX （页面存档备份，存于）